# Federació Internacional de Voleibol
La Federació Internacional de Voleibol (en francès: Fédération Internationale de Volleyball) és una associació d'organitzacions nacionals que governa la competició internacional del voleibol en totes les seves modalitats. La FIVB defineix les regles de joc, especifica l'equipament i instal·lacions requerides i la designació d'àrbitres internacionals.
Actualment, la Federació Internacional de Voleibol organitza competicions esportives internacionals en les següents disciplines: Voleibol i Voleibol platja.

## Història
La federació va ser fundada a França el 20 d'abril de 1947.
Abans que es fundés la FIVB, el voleibol formava part de la Federació Internacional d'Handbol Amateur. La FIVB es va fundar a França a l'abril de 1947. A finals de la dècada del 1940, algunes de les federacions nacionals europees van començar a abordar la qüestió de la creació d'un òrgan rector internacional per a l'esport del voleibol. Les discussions inicials van conduir finalment a la instal·lació d'un Congrés Constitutiu el 1947. Catorze federacions nacionals que representaven cinc continents diferents van assistir a les reunions en què, entre el 18 i el 20 d'abril, es va constituir oficialment l'entitat, que va tenir com a primer president al francès Paul Libaud. El primer campionat asiàtic de voleibol es va celebrar a Tòquio (Japó) el 1995 i l'Índia s'hi va imposar al Japó a la final.
Un dels principals objectius del Congrés de 1947 es va assolir dos anys més tard amb la creació del primer gran esdeveniment internacional de voleibol, el Campionat del Món. El 1952, també es va introduir una versió femenina del torneig.
El 1964, el COI va aprovar la inclusió del voleibol al programa olímpic. Aleshores, el nombre de federacions nacionals afiliades a la FIVB havia augmentat a 89. Aquell mateix any (1969), es va introduir un nou esdeveniment internacional, la Copa del Món. El 1991 es convertiria en una prova classificatòria per als Jocs Olímpics.
Després de la jubilació de Libaud i l'elecció del mexicà Rubén Acosta Hernández per al càrrec de president el 1984, la FIVB va traslladar la seva seu de París (França) a Lausana (Suïssa) i va intensificar, fins a un nivell sense precedents, la seva política de promoció del voleibol a escala mundial. Les mesures adoptades en aquest sentit inclouen la creació de competicions anuals de voleibol masculí i femení (la Lliga Mundial, el 1990, i el Grand Prix, el 1993), la indicació del voleibol de platja com a prova olímpica (1996) i una sèrie de canvis en les regles del joc per tal d'augmentar la visibilitat pública.
El 19 de juny de 2008, Wei Jizhong de la Xina, que durant aquest període es va exercir com a primer vicepresident, va assumir el càrrec durant el 31è Congrés Mundial a Dubai, quan el Dr. Rubén Acosta va decidir renunciar. El Sr. Jizhong Wei es va convertir en el tercer president en la història de la FIVB. El traspàs de la presidència va tenir lloc el 24 d'agost del 2008 a Pequín.
En resposta a la invasió russa d'Ucraïna el 2022, la Federació Internacional de Voleibol va suspendre tots els equips nacionals, clubs i oficials russos, així com els atletes de voleibol de platja i neu, de tots els esdeveniments, i va desposseir Rússia del dret a acollir el Campionat Mundial Masculí de Voleibol de la FIVB de 2022 l'agost de 2022, reubicant els partits que serien a Rússia al juny i juliol.

## Organització

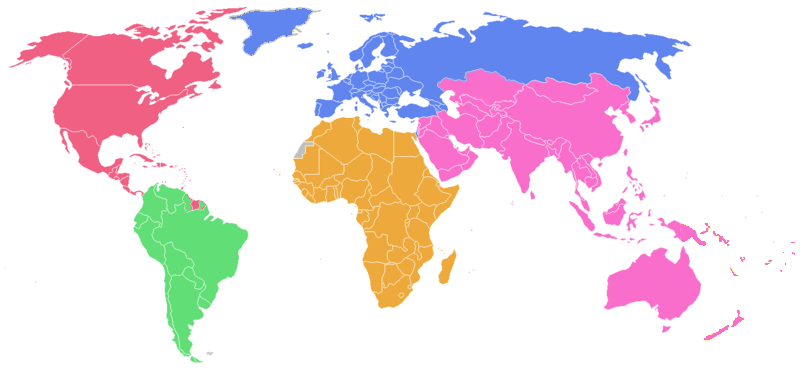
Mapa de les Confederacions Continentals afiliades a la FIVB

L'entitat s'organitza bàsicament amb tres òrgans, el congrés mundial, la junta d'administració i la comissió executiva.
El Congrés Mundial és l'autoritat suprema que es convoca cada dos anys, elegeix el president i els membres de la Junta. La Junta d'Administració és responsable de la gestió general de la FIVB, supervisant el treball de les federacions, confederacions, comissions i consells nacionals i nomena els funcionaris, inclosos els membres del Comitè Executiu. Finalment, la comissió Executiva, formada per membres del Consell i cada membre té responsabilitats importants i específiques, assistit per Comissions, Comitès i Consells.
Les comissions són Jurídica, de Finances, de Comunicació, de Jocs i Arbitratge, Tècnica i de Coaching, Mèdica, de Desenvolupament, de Vòlei Platja i d'esportistes. Els consells són d'Esdeveniments Esportius, el Mundial de Voleibol Platja, de la Lliga Mundial, del Gran Premi Mundial i del Campionat del Món. Els òrgans judicials són l'Òrgan disciplinari de la FIVB, el Comitè d'apel·lacions de la FIVB, la Comissió ètica de la FIVB i el Tribunal FIVB.
La FIVB també presideix cinc confederacions continentals:
- Confederació Asiàtica de Voleibol (AVC) a l'Àsia i Oceania
- Confederació Sudamericana de Voleibol (CSV) a Amèrica del Sud
- Confederació Africana de Voleibol (CAVB) a l'Àfrica
- Confederació Europea de Voleibol (CEV) a Europa
- Confederació de Voleibol d'Amèrica del Nord, Amèrica Central i el Carib (NORCECA) a Amèrica del Nord

Cada confederació continental, al seu torn, presideix una sèrie de federacions nacionals situades en el seu domini d'acció.

## Presidents
- Paul Libaud (1947–1984)
- Rubén Acosta Hernández (1984–2008)
- Wei Jizhong (2008–2012)
- Ary Graça (2012–Actualitat)